# Facundo Techera
Facundo Tomás Techera Mena (Montevideo, 5 aprile 2006) è un calciatore uruguaiano, attaccante del Cerro.

## Carriera

### Club
Cresciuto nel settore giovanile del Defensor Sporting, il 13 gennaio 2025 è stato acqusitato dal Cerro, club della prima divisione uruguaiana. Il 28 marzo seguente ha fatto il suo esordio con la nuova maglia (coincidente anche con il suo esordio assoluto tra i professionisti) nell'incontro di Primera División pareggiato 1-1 contro il Miramar Misiones proprio grazie ad una sua rete.

### Nazionale
Ha giocato con la nazionale uruguaiana Under-17, con cui ha partecipato al campionato sudamericano di categoria nel 2023.

## Statistiche

### Presenze e reti nei club
Statistiche aggiornate al 28 aprile 2025.
| Stagione        | Squadra         | Campionato      | Campionato | Campionato | Coppe nazionali | Coppe nazionali | Coppe nazionali | Coppe continentali | Coppe continentali | Coppe continentali | Altre coppe | Altre coppe | Altre coppe | Totale | Totale | Totale |
| Stagione        | Squadra         | Comp            | Pres       | Reti       | Comp            | Pres            | Reti            | Comp               | Pres               | Reti               | Comp        | Pres        | Reti        | Pres   | Reti   |        |
| --------------- | --------------- | --------------- | ---------- | ---------- | --------------- | --------------- | --------------- | ------------------ | ------------------ | ------------------ | ----------- | ----------- | ----------- | ------ | ------ | ------ |
| 2025            | Cerro           | PD              | 5          | 1          | CU              | 0               | 0               | -                  | -                  | -                  | -           | -           | -           | 5      | 1      |        |
| Totale carriera | Totale carriera | Totale carriera | 5          | 1          |                 | 0               | 0               |                    | -                  | -                  |             | -           | -           | 5      | 1      |        |